# JoJo's Bizarre Adventure: Eyes of Heaven
JoJo's Bizarre Adventure: Eyes of Heaven (ジョジョの奇妙な冒険 アイズオブヘブン, JoJo no Kimyō na Bōken Aizu Obu Hebun) est un jeu vidéo d'action pour PlayStation 3 et PlayStation 4 développé par CyberConnect2 et édité par Bandai Namco Entertainment. Basé sur le manga JoJo's Bizarre Adventure de Hirohiko Araki, Eyes of Heaven est le deuxième jeu de la franchise à être développé par CyberConnect2, le premier étant JoJo's Bizarre Adventure: All Star Battle, paru en 2013. Le jeu est sorti sur PlayStation 3 et PlayStation 4 au Japon le 17 décembre 2015 et est sorti exclusivement sur PlayStation 4 en Occident le 28 juin 2016.

## Trame
Le récit, supervisé par Hirohiko Araki, prend place immédiatement après les événements de Stardust Crusaders. Jotaro Kujo et ses alliés, qui viennent de triompher du maléfique vampire DIO, sont soudainement attaqués par des amis ou ennemis qui avaient disparu ou qui étaient morts. Ils sont alors approchés par un jeune Robert E. O. Speedwagon, qui détient un morceau du Cadavre Sacré qui lui permet de voyager à travers le temps et l'espace ainsi que de vaincre l'influence maléfique possédant les revenants. Il conduit Jotaro et ses alliés dans un voyage à travers l'espace-temps et des univers alternatifs, dans le but de stopper une autre itération de DIO et son disciple Père Enrico Pucci d'obtenir les autres morceaux du Cadavre Sacré, qui sont nécessaires à DIO pour enfin être libéré de la famille Joestar et d'atteindre son paradis personnel. Des personnages des 8 parties de JoJo's Bizarre Adventure apparaissent au fur et à mesure que Jotaro voyage à travers le temps pour rencontrer : son ancêtre Jonathan Joestar, son grand-père Joseph Joestar lorsqu'il était encore jeune, son oncle - plus jeune que lui - Josuke Higashikata, le fils de DIO - mais qui est malgré tout un Joestar - Giorno Giovanna, ainsi que sa propre fille Jolyne Cujoh, tandis que Jonathan et Josuke rencontrent leur double dans un univers alternatif, qui sont respectivement le jockey Johnny Joestar et le John Doe uniquement connu sous le nom de "Josuke Higashikata".

## Système de jeu
Eyes of Heaven est conçu pour être un jeu d'action et de combat 3D en équipe prenant lieu dans de grandes arènes recréant des endroits du manga. Les joueurs peuvent choisir un seul personnage à contrôler dans cet environnement, tandis que le deuxième peut être contrôlé par soit l'ordinateur ou un autre joueur pour combattre un ennemi en 2v2. Certains matchs contiennent des animations et des dialogues spéciaux entre deux personnages, souvent entre un duo d'alliés durant une combinaison d'attaque telles que les Dual Combos (デュアルコンボ, Dyuaru Konbo) et les Dual Heat Attacks (デュアルヒートアタック, Dyuaru Hīto Attaku). Le style de jeu est similaire à un autre jeu Shonen Jump de CyberConnect2, Naruto: Ultimate Ninja, avec notamment les mécanismes de combos. Le jeu permet de jouer en ligne via le système PlayStation Network.

### Style de combat
Tout comme dans All Star Battle, les personnages sont catégorisés par style de combat, ce qui change la façon de comment chaque personnage va jouer, avec ses forces et ses faiblesses. Par exemple, les vampires et les modes des Hommes du Pilier guérissent de leurs blessures au fil du temps, sauf quand les dégâts proviennent d'attaques ondulatoires et peuvent être immobilisés grâce aux lampes UV du style "The Prime Example of Superior German Science" de Rudol von Stroheim. Les différents types sont : manieurs d'onde, vampires, mode, manieurs de Stand, monture à cheval,  "Ogre Street" (食屍鬼街（オウガーストリート）, Ōgā Sutorīto) et "The Prime Example of Superior German Science" (ゲルマン民族の最高知能の結晶, Geruman Minzoku no Saikō Chinō no Kesshō). La nouveauté dans Eyes of Heaven est que les personnages peuvent désormais avoir plusieurs styles de combat, avec par exemple Vieux Joseph Joestar qui est à la fois manieur d'onde et manieur de Stand, alors qu'il n'était classifié que comme manieur de Stand dans All Star Battle, bien qu'il eût encore ses attaques ondulatoires.

## Personnages
Les personnages suivants sont jouables dans le jeu.
| Part 1 Phantom Blood - Jonathan Joestar (voix: Kazuyuki Okitsu), manieur d'onde - Will A. Zeppeli (voix: Yoku Shioya), manieur d'onde - Robert E. O. Speedwagon (voix: Yoji Ueda), Ogre Street - Dio Brando (voix: Takehito Koyasu), vampire Part 2 Battle Tendency - Joseph Joestar (voix: Tomokazu Sugita), manieur d'onde - Caesar Anthonio Zeppeli (voix: Takuya Satō), manieur d'onde - Rudol von Stroheim (voix: Atsushi Imaruoka), The Prime Example of Superior German Science - Wamuu (voix: Akio Ōtsuka), Mode Vent - Esidisi (voix: Keiji Fujiwara), Mode Contrôle de la chaleur - Kars (voix: Kazuhiko Inoue), Mode Lumière - Lisa Lisa (voix: Atsuko Tanaka), manieuse d'onde Part 3 Stardust Crusaders - Jotaro Kujo (voix: Daisuke Ono), manieur de Stand; nom de Stand: Star Platinum - Noriaki Kakyoin (voix: Daisuke Hirakawa), manieur de Stand; nom de Stand: Hierophant Green - Vieux Joseph Joestar (voix: Unsho Ishizuka), manieur d'onde et manieur de Stand; nom de Stand: Hermit Purple, - Jean Pierre Polnareff (voix: Fuminori Komatsu), manieur de Stand; nom de Stand: Silver Chariot - Muhammad Avdol (voix: Kenta Miyake), manieur de Stand; nom de Stand: Magician's Red - Iggy (voix: Misato Fukuen), manieur de Stand; nom de Stand: The Fool, - Hol Horse (voix: Hidenobu Kiuchi), manieur de Stand; nom de Stand: Emperor - N'Doul (voix: Kentarō Itō), manieur de Stand; nom de Stand: Geb, - Mariah (voix: Ayahi Takagaki), manieuse de Stand; nom de Stand: Bastet - Pet Shop, manieur de Stand; nom de Stand: Horus - Vanilla Ice (voix: Shō Hayami), vampire et manieur de Stand; nom de Stand: Cream - DIO (voix: Takehito Koyasu), Vampire et manieur de Stand; nom de Stand: The World Part 4 Diamond is Unbreakable - Josuke Higashikata (voix: Wataru Hatano), manieur de Stand; nom de Stand: Crazy Diamond - Koichi Hirose (voix: Romi Park), manieur de Stand; nom de Stand: Echoes Act 1, 2 et 3 - Yukako Yamagishi, (voix: Chinatsu Akasaki), manieuse de Stand; nom de Stand: Love Deluxe - Okuyasu Nijimura (voix: Wataru Takagi), manieur de Stand; nom de Stand: The Hand - Rohan Kishibe (voix: Hiroshi Kamiya), manieur de Stand; nom de Stand: Heaven's Door - Shigekiyo Yangu, (voix: Kappei Yamaguchi), manieur de Stand; nom de Stand: Harvest - Akira Otoishi (voix: Showtaro Morikubo), manieur de Stand; nom de Stand: Red Hot Chili Pepper - Kosaku Kawajiri (voix: Rikiya Koyama), manieur de Stand; nom de Stand: Killer Queen (avec Bomb No. 3 Bites the Dust et Stray Cat) - Yoshikage Kira (voix: Rikiya Koyama), manieur de Stand; nom de Stand: Killer Queen (avec Bomb No. 2 Sheer Heart Attack) - Kujo Jotaro (Part 4) (voix: Daisuke Ono), manieur de Stand; nom de Stand: Star Platinum The World, | Part 5 Golden Wind - Giorno Giovanna (voix: Daisuke Namikawa), manieur de Stand; nom de Stand: Gold Experience et Gold Experience Requiem - Guido Mista (voix: Kenji Akabane), manieur de Stand; nom de Stand: Sex Pistols - Pannacotta Fugo (voix: Hisafumi Oda), manieur de Stand; nom de Stand: Purple Haze, - Narancia Ghirga (voix: Yuuko Sanpei), manieur de Stand; nom de Stand: Aerosmith - Bruno Buccellati (voix: Noriaki Sugiyama), manieur de Stand; nom de Stand: Sticky Fingers - Trish Una (voix: Nao Toyama), manieuse de Stand; nom de Stand: Spice Girl - Diavolo (voix: Toshiyuki Morikawa), manieur de Stand; nom de Stand: King Crimson - Vinegar Doppio (voix: Akira Ishida) Part 6 Stone Ocean - Jolyne Cujoh (voix: Miyuki Sawashiro), manieuse de Stand; nom de Stand: Stone Free - Hermès Costello (voix: Chizu Yonemoto), manieuse de Stand; nom de Stand: Kiss - Weather Report (voix: Tōru Ōkawa), manieur de Stand; nom de Stand: Weather Report, - Enrico Pucci (voix: Jouji Nakata), manieur de Stand; nom de Stand: Whitesnake - Narciso Anasui (voix: Yuichi Nakamura), manieur de Stand; nom de Stand: Diver Down, - Pucci, Awaiting the New Moon (voix: Jouji Nakata), manieur de Stand; nom de Stand: C-Moon et Made In Heaven, Part 7 Steel Ball Run - Johnny Joestar (voix: Yūki Kaji), à cheval et manieur de Stand; nom de Stand: Tusk Acts 1, 2, 3 et 4 - Gyro Zeppeli (voix: Shinichiro Miki), à cheval, maître de la rotation, manieur de Stand; nom de Stand: Ball Breaker - Diego Brando (voix: Takehito Koyasu), à cheval et manieur de Stand; nom de Stand: Scary Monsters - Funny Valentine (voix: Yasuyuki Kase), manieur de Stand; nom de Stand: Dirty Deeds Done Dirt Cheap (D4C) - Parallel World Diego (voix: Takehito Koyasu), à cheval et manieur de Stand; nom de Stand: THE WORLD, Part 8 JoJolion - Josuke Higashikata (voix: Mitsuaki Madono), manieur de Stand; nom de Stand: Soft & Wet - Joshu Higashikata (voix: Hiroaki Miura), manieur de Stand; nom de Stand: Nut King Call, |

Personnages non jouables originaux
- DIO, Gone to Heaven (天国に到達したDIO, Tengoku ni Tōtatsu-shita DIO?, voix: Takehito Koyasu), vampire et manieur de Stand; nom de Stand: The World Over Heaven (ザ・ワールド・オーバーヘブン, Za Wārudo Ōbā Hebun?)[note 4]

## Développement
Le jeu a tout d'abord été annoncé dans l'édition du 15 janvier 2015 de Famitsu où figurait des personnages de JoJo's Bizarre Adventure: All Star Battle, tels que Joseph Joestar, Jotaro Kujo, Noriaki Kakyoin, Caesar Zeppeli et Josuke Higashikata (de Diamond is Unbreakable), mais révélait aussi l'introduction de nouveaux personnages qui sont Rudol von Stroheim et Diego Brando,. Les doubleurs d'All Star Battle et de l'adaptation animée de JoJo's Bizarre Adventure: Stardust Crusaders ont repris leurs rôles dans Eyes of Heaven. Le genre du jeu est décrit comme un "Stylish Tag JoJo Action" (スタイリッシュタッグジョジョアクション, Sutairisshu Taggu JoJo Akushon), faisant référence au style de combat tag team. Une démo du jeu a été révélée au 2015 Jump Festa le 20 décembre 2014, et a été rendue publique sur le PlayStation Store japonais le 29 janvier 2015. Le 20 juin 2015, un deuxième trailer pour Eyes of Heaven a été publiquement dévoilé dans le centre-ville de Shinjuku au Studio Alta Building. Le trailer présentait tous les personnages jouables de Phantom Blood jusqu'à Diamond is Unbreakable, en plus de l'aventure et des arènes.
Les développeurs ont communiqué via leur compte Twitter officiel le 18 juillet 2015 que le mode Histoire d'Eyes of Heaven sera personnellement géré par le créateur de la série, Hirohiko Araki. De plus, il a également été promis que le jeu ne contiendrait pas de contenu téléchargeable (DLC) ni de microtransactions après sa sortie, bien qu'ils aient noté la possibilité de précommander du DLC. Le 21 août 2015, un nouveau visuel dévoile les parties restantes : Stone Ocean, Steel Ball Run et JoJolion, ainsi que la jouabilité de leurs personnages principaux, à savoir Jolyne Cujoh, Johnny Joestar et Josuke Higashikata. Le 11 septembre, un numéro du Jump magazine révèle l'ajout du reste des personnages de Diamond is Unbreakable présents dans All Star Battle, c'est-à-dire Rohan Kishibe, Okuyasu Nijimura et Kosaku Kawajiri, en plus de pouvoir jouer au jeu au 2015 Tokyo Game Show. Il a également été annoncé que les joueurs achetant la première copie du jeu recevraient un code qui leur permettrait de jouer Jotaro avec son apparence de la partie 4 (indisponible dans le mode Histoire ou avec sa version de la partie 3). Enfin, la date de la sortie du jeu a été annoncée pour le 17 décembre 2015.
Le troisième trailer d'Eyes of Heaven est paru le 20 septembre 2015, durant une conférence spéciale JoJo, aux côtés de plusieurs démonstrations de gameplay diffusées en live. Le trailer est une fois de plus narré par Rohan qui rencontre Tonio Trussardi au "Café Deux Magots", et est plus tard confronté à une figure tapie dans l'ombre après avoir découvert un "Book of Heaven" tombé.

## Réception
Le jeu a reçu la note de 34/40 par Famitsu Magazine.